# Jordbävningen i Mexico City 1985
Jordbävningen i Mexico City 1985 (spanska: Terremoto de México de 1985), med en magnitud på 8,0 på richterskalan slog till mot Mexico City tidigt på morgonen den 19 september 1985 runt klockan 7:19  (CST), och dödade minst 10 000 personer och orsakade stor skada i stor-Mexico City. Hela den seismiska händelsen bestod av fyra skalv. Ett första med en magnitud på 5,2 inträffade den 28 maj 1985. Huvudskalvet, som var det starkaste skalvet, kom den 19 september 1985, följt av två efterskalv: ett den 20 september 1985 med en magnitud på 7,5 och det fjärde sju månader senare, den 30 april 1986 med en magnitud på 7,0. Skalven inträffade vid Mexikos Stillahavskust, över 350 kilometer bort, men på grund av styrkan och att Mexico City byggts på en igenfylld sjö, led staden svåra skador. Kostnaden för skadorna blev mellan 3 och 4 miljarder amerikanska dollar.  412 byggnader kollapsade och ytterligare 3124 skadades svårt. Dödssiffrorna är omtvistade, men den vanligaste siffran som nämns är uppskattad till 10 000 personer även om vissa uppgifter säger att det kan ha handlat om upp till 40 000 personer.
Efter jordbävningen har staden infört ett varningssystem för jordbävningar.

### Fotnoter
1. 1 2  Niels Hansen (27 april 2015). ”Städer som skulle drabbas värst av jordbävningar”. Illustrerad vetenskap. http://illvet.se/naturen/naturkatastrofer/jordskalv/topp-10-stader-som-skulle-drabbas-varst-av-jordbavningar. Läst 29 december 2016.
2. ↑  Moreno Murillo, Juan Manuel (1995). ”The 1985 Mexico Earchquake”. Geofisica Coumbia (Universidad Nacional de Colombia) (3):  sid. 5–19. ISSN 0121-2974. Läst 1 oktober 2008.